# Jahnstraße 6 (Rüdenhausen)

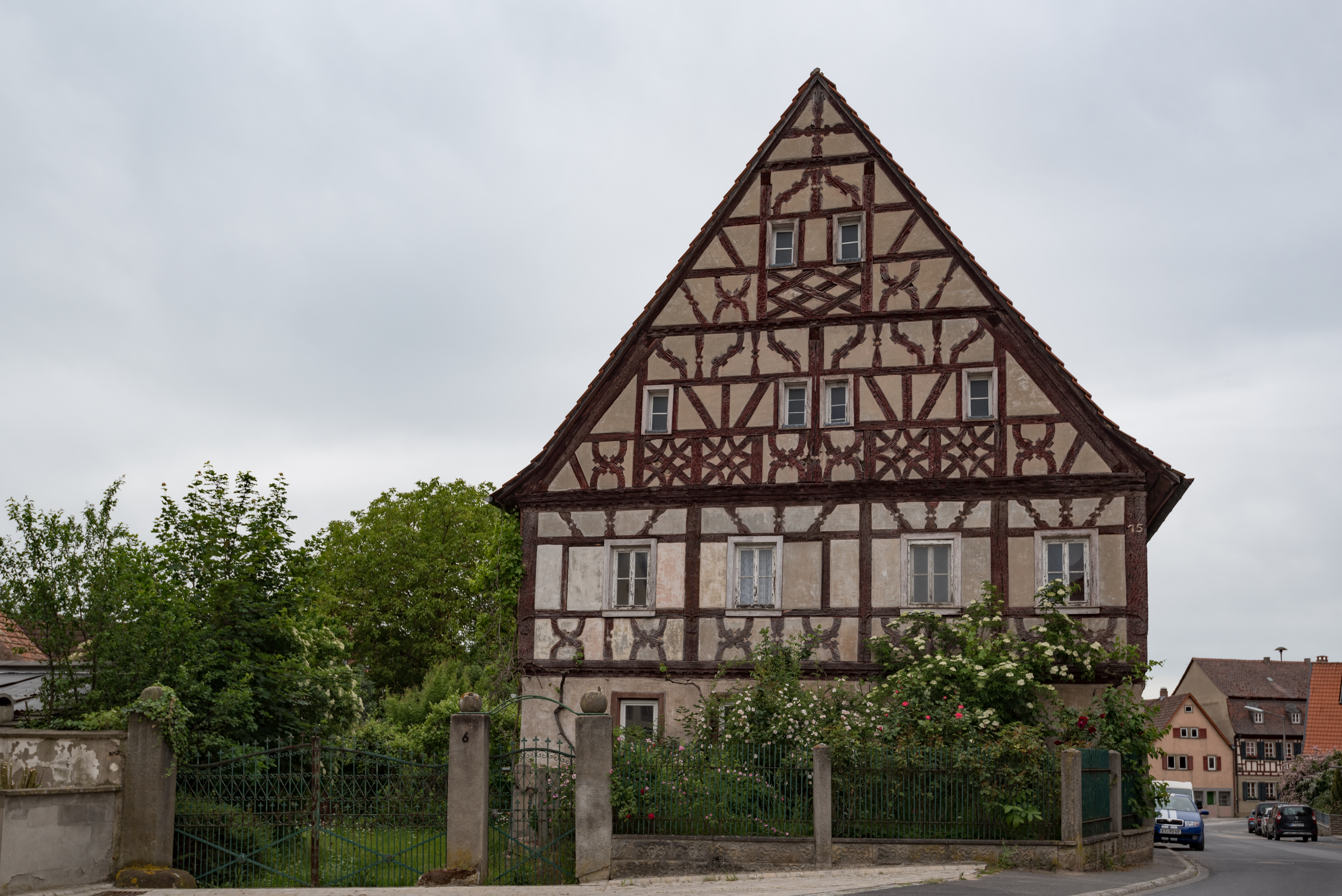
Haus Jahnstraße 6

Das Haus Jahnstraße 6 (früher Adresse Schuhmarkt 23) ist ein denkmalgeschütztes Bauwerk in Rüdenhausen im unterfränkischen Landkreis Kitzingen. Im Haus war lange Zeit das Centgericht des Hauses Castell untergebracht, das im 19. Jahrhundert in ein Herrschaftsgericht umgewandelt wurde.

## Geschichte
Das Haus in der heutigen Jahnstraße 6 liegt innerhalb des Rüdenhäuser Kirchenbezirks. Es war deshalb bereits im Mittelalter Teil einer der im Dorf nachweisbaren drei Befestigungsanlagen. Die sogenannte Veste bei der Kirche ist wohl als Kirchhofbefestigung anzusprechen, die an Vasallen der Grafen zu Castell verliehen wurde. Erst im Spätmittelalter gelangte die Anlage an die Grafen zu Castell-Rüdenhausen, die im Ort ihre Residenz einrichteten. Die Veste bei der Kirche wurde in der Folge aufgegeben. 
Das heute bestehende Anwesen entstand im Jahr 1572 von der Herrschaft erbaut. In unmittelbarer Nähe zum Schloss zogen bis 1592 herrschaftliche Beamte ein. Bald wurde jedoch eine andere Nutzung für den Bau gefunden. Das Dorf Rüdenhausen erhielt in der zweiten Hälfte des 16. Jahrhunderts ein eigenes Cent- oder Halsgericht, die Cent Stadtschwarzach war nicht mehr länger zuständig. Schnell richtete man im stattlichen Haus am zentralen Platz die Räumlichkeiten für das Gericht ein.
Das Rüdenhäuser Centgericht erfuhr im 17. Jahrhundert eine Aufwertung seines Einflussbereichs. 1650 wurde die Cent Rüdenhausen mit der Cent Castell vereinigt, sodass das in zwei Linien gespaltene Grafenhaus ein gemeinsames Gericht besaß. Das Gericht zog 1662 in das Haus in Rüdenhausen ein. Die Zeit des Centgerichts endete im Jahr 1806. Im Zuge der Mediatisierung wurde die Grafschaft Castell aufgelöst. Allerdings wurde den Grafen weiterhin ein Herrschaftsgericht 1. Klasse zugesprochen. Erst im Jahr 1848 verloren die Grafen auch dieses Gericht.
Das Haus wurde an Privatleute verkauft, die es zeitweise vermieteten. So ist 1874 Alfred Krämer in den Räumlichkeiten nachgewiesen. Zwischen 1907 und 1930 lebte Friedrich Pfeiffer in dem Haus. Er vermachte es an seinen Sohn gleichen Namens, der letztmals 1953 im Haus nachweisbar ist. Die Familie Pfeiffer vermietete das Anwesen in den folgenden Jahrzehnten an unterschiedliche Personen. Zeitweise stand es auch leer. In den 1950er Jahren entfernte man außerdem die Putzschicht, die bisher das Fachwerk verdeckt hatte. 

## Beschreibung
Das Haus Jahnstraße 6 wird vom Bayerischen Landesamt für Denkmalpflege als Baudenkmal eingeordnet. Es präsentiert sich als zweigeschossiger Satteldachbau. Während das Erdgeschoss in Massivbauweise entstand, wurde das Obergeschoss in Fachwerk ausgeführt. Kunsthistorisch bedeutsam ist das Zierfachwerk der Dachgeschosse. Es weist Mannfiguren auf und schließt mit einem Giebelkreuz ab. Das Dach wird durch ein ausladendes Gesims eingeleitet. Das Haus weist außerdem geschnitzte Ecksäulen auf. 